# Onbashira

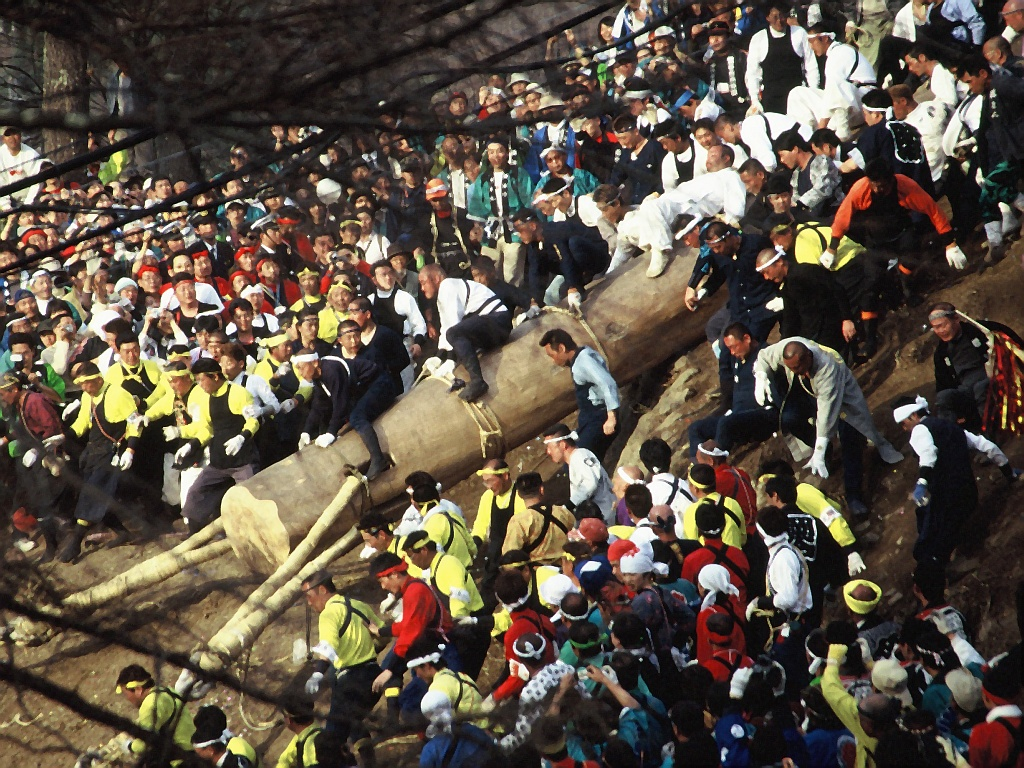
kéo gỗ về đền

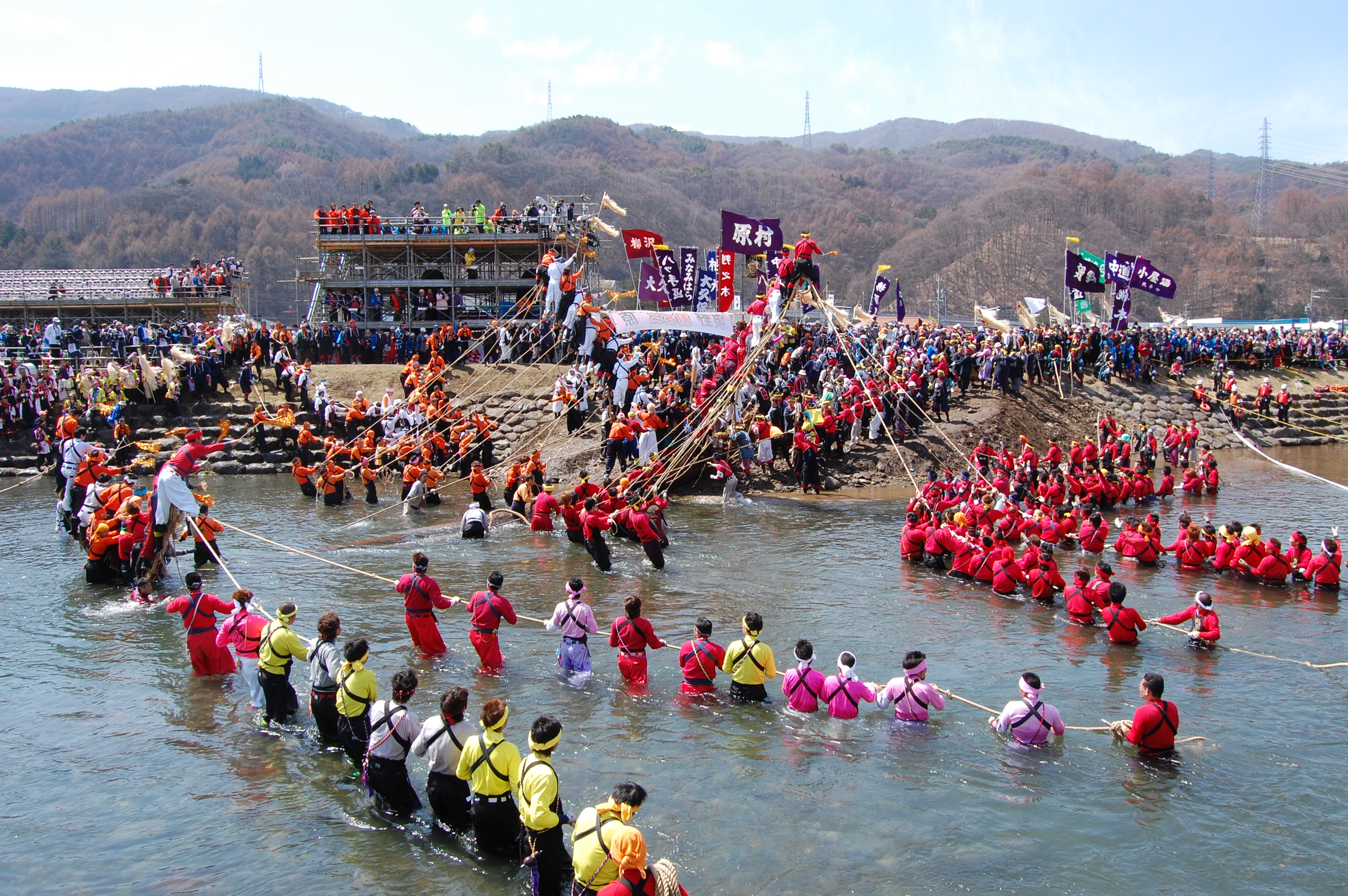

Onbashira (御柱) là một lễ hội được tổ chức mỗi 6 năm ở khu vực Hồ Suwa Nagano, Nhật Bản. Mục đích của lễ hội nhằm biểu tượng cho việc thay những cột bia của ngôi đền Suwa Taisha. Lễ hội và truyền thống được xem là Tài sản văn hóa dân gian vô hình của tỉnh Nagano và là là một trong ba lễ hội lẻ lớn của Nhật Bản.。
Lễ hội Onbashira được cho là đã diễn ra liên tục, không bị gián đoạn trong vòng 1200 năm. Lễ hội được tổ chức một lần trong sáu năm, trong những năm Thân (con khỉ) và Dần (con hổ) theo Địa chi trong Lịch Trung Quốc, tuy nhiên người địa phương có thể nói rằng lễ hội được tổ chức mỗi 7 năm do lịch truyền thống của Nhật bao gồm cả năm hiện tại khi tính chiều dài thời gian.
Onbashira thường kéo dài 2 tháng và gồm có 2 phân đoạn, Yamadashi và Satobiki. Yamadashi thường diễn ra vào tháng tư, bao gồm lễ khai mạc và đốn gỗ trên núi theo nghi thức Thần đạo, và những cây gỗ lớn được kéo từ núi qua những địa hình gồ ghề và sườn dốc xuống 4 ngôi đền Suwa Taisha. Satobiki trong tháng 5 bao gồm việc vót và dựng những cột gỗ mới bằng tay.
Lễ hội năm 2016 sẽ kéo dài từ 2 Tháng 4 năm 2016 đến 15 Tháng 6 năm 2016.

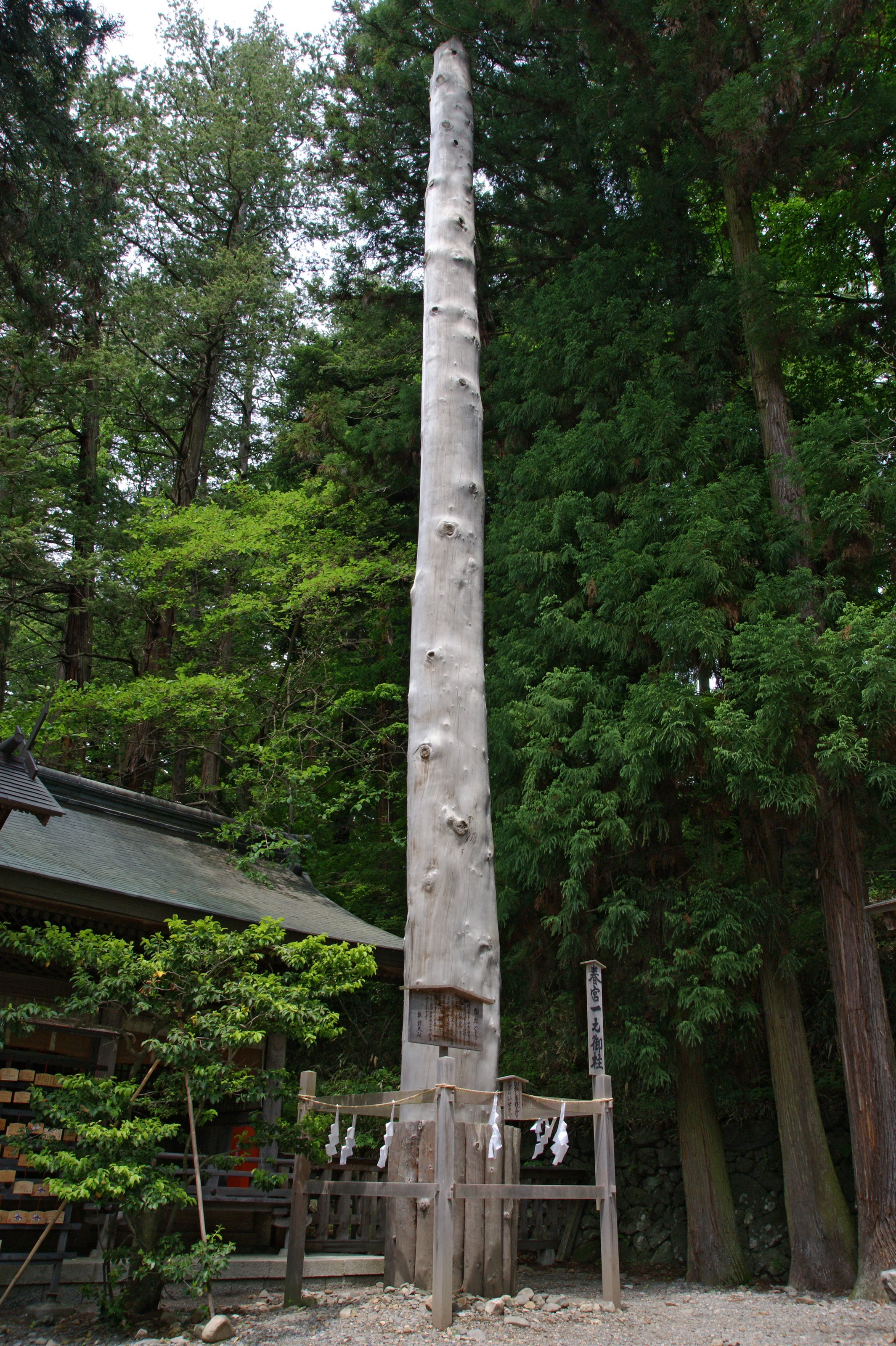
Cột gỗ mới được dựng ở Suwa Taisha
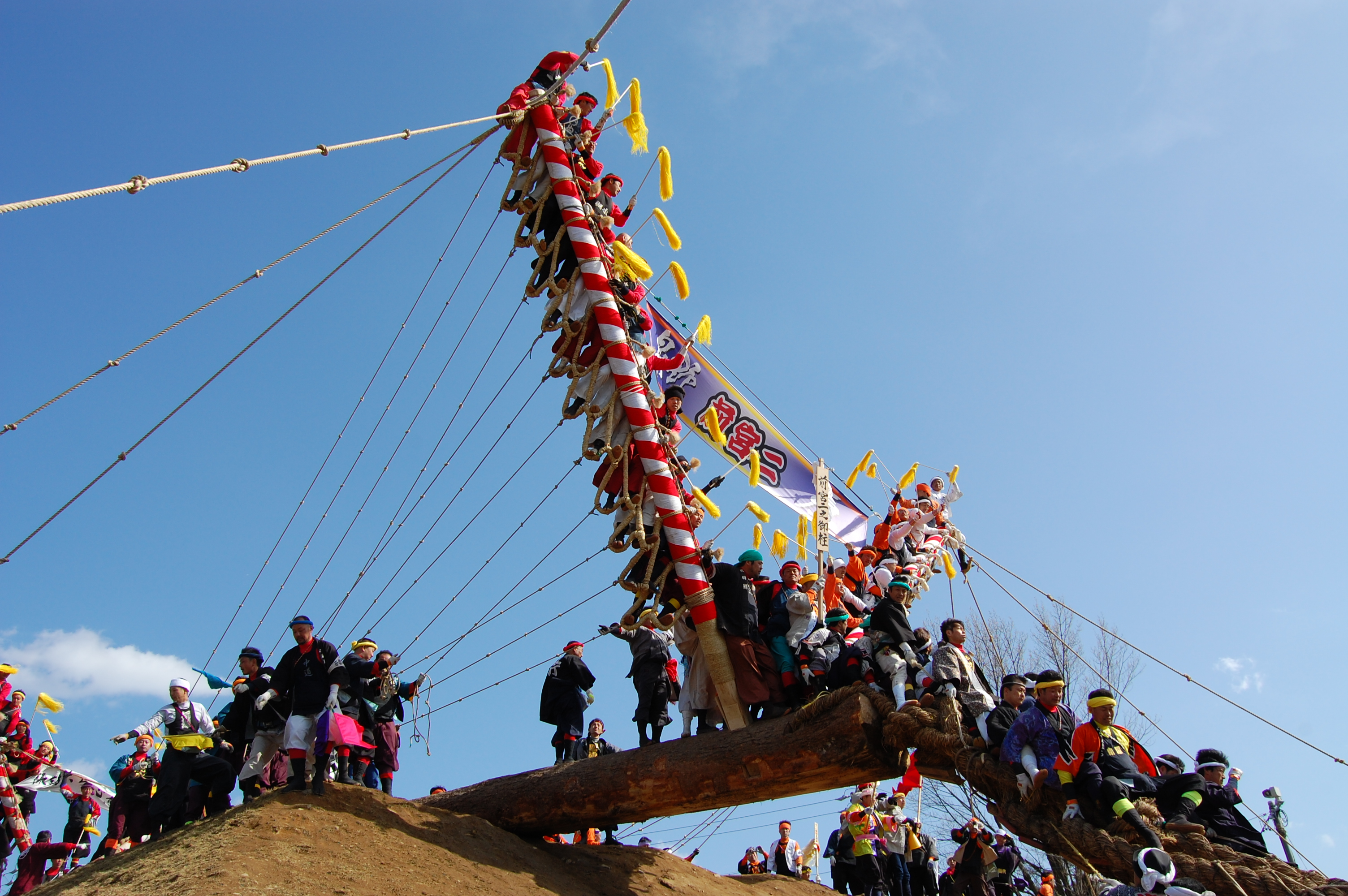
Dựng cột
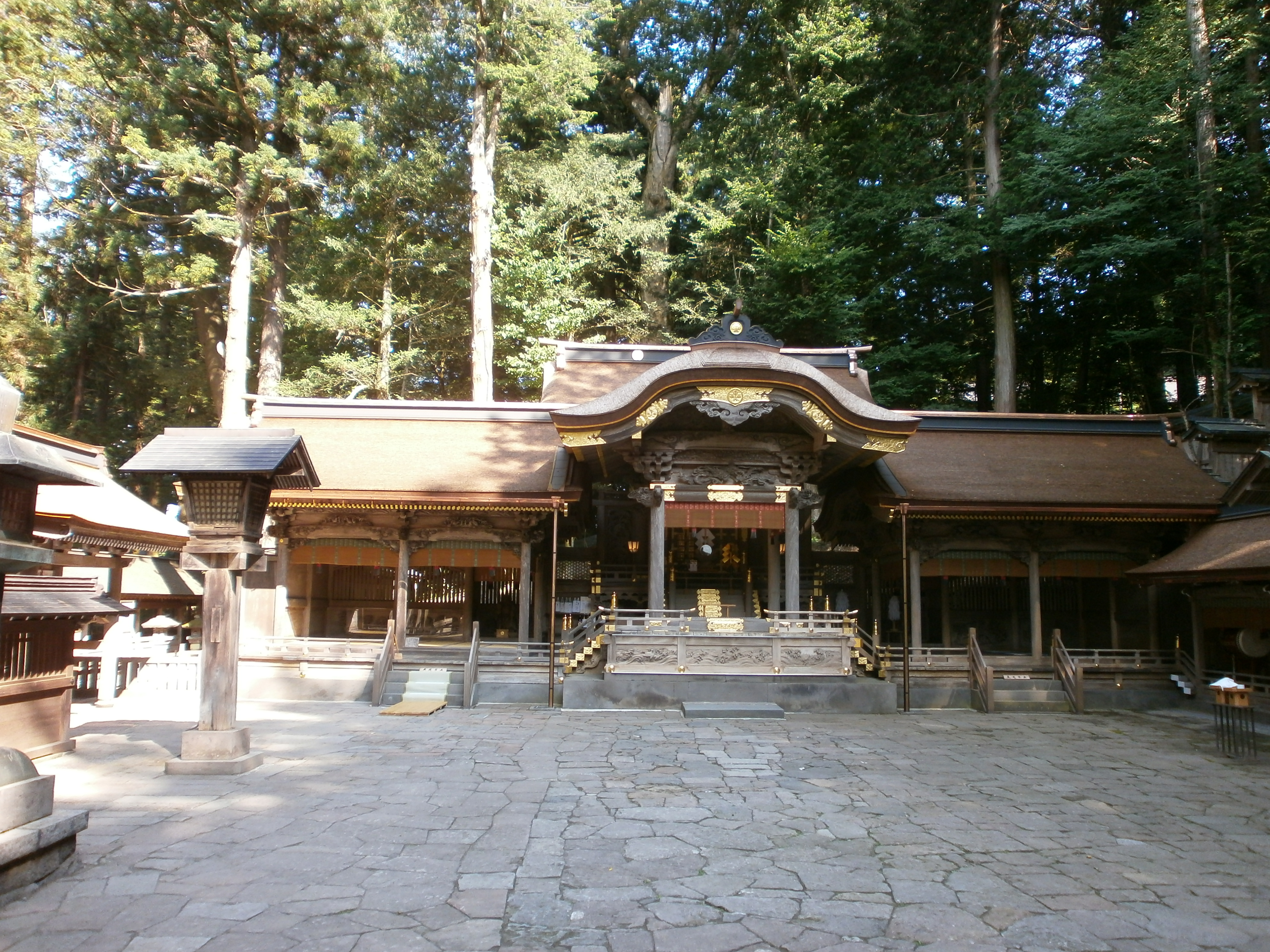
Một ngôi đền Suwa Taisha